# Joseph Schuler (Politiker, 1847)
Joseph Schuler (* 13. Januar 1847 in Heiligenberg; † 26. Dezember 1906 in Istein) war ein deutscher katholischer Geistlicher, Politiker und Mitglied des Deutschen Reichstags.

## Leben
Schuler besuchte von 1853 bis 1858 die Volksschule in Heiligenberg und von 1858 bis 1864 das Gymnasium in Konstanz. Er studierte von 1864 bis 1867 an der Universität Freiburg und von 1867 bis 1870 am Collegium Romanum in Rom. Am 18. September 1869 wurde er zum Priester geweiht. Danach war er Vikar von 1870 bis 1877, Kaplanei- und Pfarrverweser bis 1886 und danach Pfarrer in Istein.
Von 1890 bis 1907 war er Mitglied des Deutschen Reichstags für den Wahlkreis Großherzogtum Baden 3 (Waldshut, Säckingen, Neustadt im Schwarzwald) und die Deutsche Zentrumspartei. Weiter war er Mitglied des badischen Landtages von 1891 bis 1899.